# Tywęzy
Tywęzy – wieś w Polsce, w województwie pomorskim, w powiecie sztumskim, w gminie Dzierzgoń. Wieś jest siedzibą sołectwa "Tywęzy" w którego skład wchodzi również miejscowość Blunaki.
W latach 1975–1998 miejscowość administracyjnie należała do województwa elbląskiego.